# يويتشي شيباكويا
يويتشي شيباكويا (باليابانية: 柴小屋 雄一) (16 يونيو 1983 في سنداي في اليابان – )؛ هو لاعب كرة قدم ياباني سابق كان يلعب كمدافع.

## وصلات خارجية
- يويتشي شيباكويا على موقع رابطة كرة القدم اليابانية للمحترفين (اليابانية)
- يويتشي شيباكويا على موقع قاعدة بيانات كرة القدم.إي يو (الإنجليزية)
- يويتشي شيباكويا على موقع Soccerway.com (الإنجليزية)
- يويتشي شيباكويا على موقع عالم كرة القدم.نت (الإنجليزية)